# K-61
K-61 ist der Name eines geländegängigen, ungepanzerten Amphibienfahrzeugs. Das in den 1940er Jahren in der Sowjetunion entwickelte Fahrzeug wurde in der Sowjetarmee und anderen Streitkräften zum Übersetzen von Fahrzeugen und Technik über Wasserhindernisse genutzt.

## Entwicklung
Die Erfahrungen des Zweiten Weltkrieges hatten gezeigt, dass Streitkräfte Möglichkeiten zum Überwinden von Wasserhindernissen benötigten. Ponton- und andere Brücken hatten den Vorteil großer Tragfähigkeit, benötigten aber viel Zeit zum Aufbau und konnten aus Kapazitätsgründen nicht über alle Wasserhindernisse errichtet werden. Brückenlegepanzer waren dagegen sehr mobil, konnten aber nur schmale Wasserläufe überbrücken. Mit dem BAW (БАВ), der auf der Konstruktion des amerikanischen DUKW beruhte, stand der Sowjetarmee ein Übersetzmittel zur Verfügung, dass schnell verlegt werden und auch größere Wasserhindernisse überwinden konnte. Unzureichend war die geringe Tragfähigkeit von 2,5 t, die für die nach Kriegsende entwickelten modernen Geschütze und Fahrzeuge nicht ausreichte. Diese Lücke sollte der K-61 schließen. Das Fahrzeug wurde mit einer Entscheidung des Ministerrates der UdSSR vom 16. Mai 1950 in die Bewaffnung der Sowjetarmee übernommen. Die Serienproduktion begann ebenfalls 1950 in Krjukowski-Waggonbauwerk (Крюковский вагоностроительный завод) in Krementschug. 1958 wurde die Produktion nach Ischewsk in das Werk Stroimaschina (Строймашина) verlegt. 1965 wurde die Produktion eingestellt.

## Konstruktion

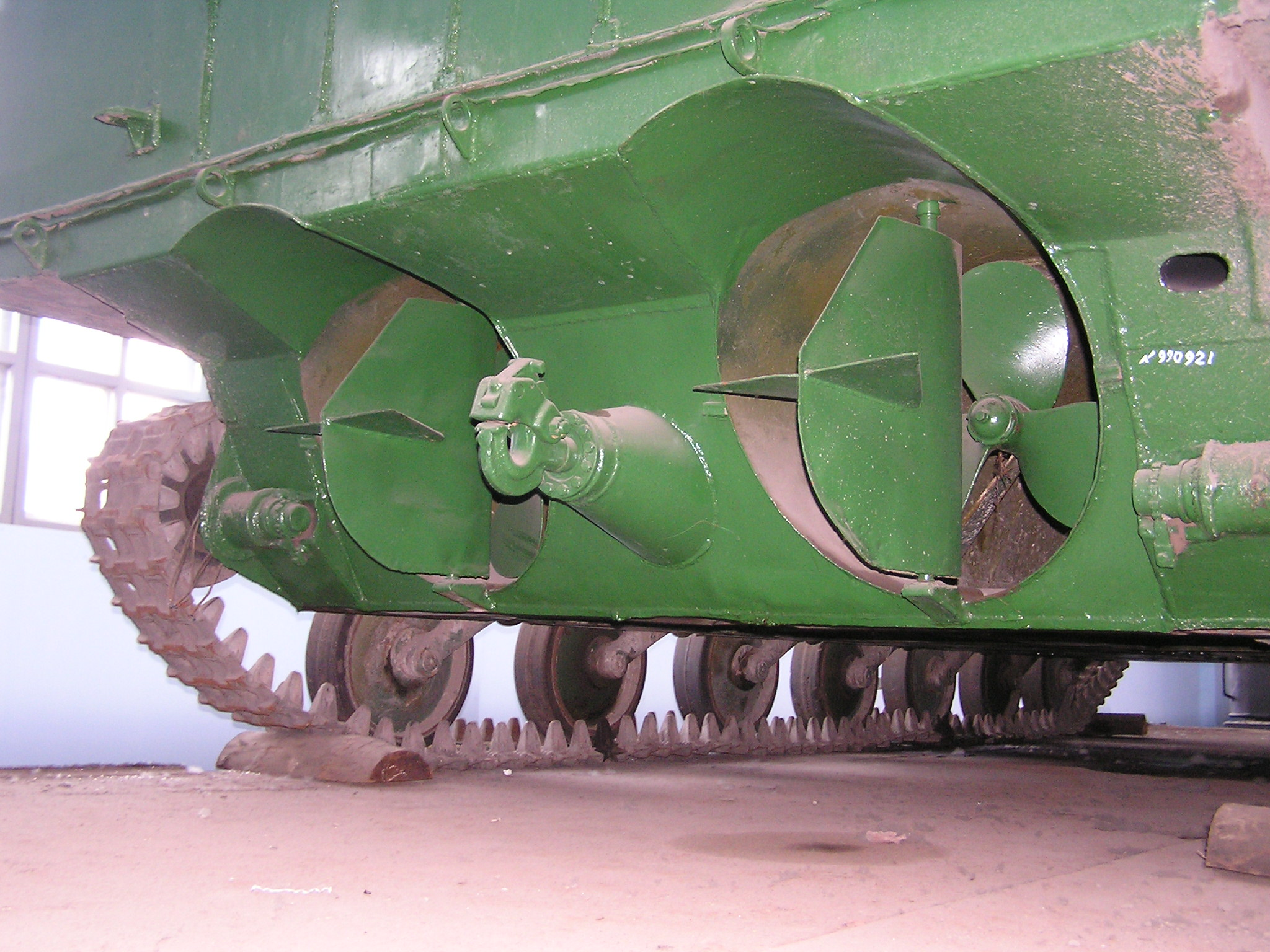
Wasserstrahlantrieb des K-61

Die wasserdicht verschweißte Wanne ist oben offen. Im Bug befinden sich die Plätze des Kommandanten und des Fahrers. Der Laderaum ist ebenfalls nach oben offen, kann aber mit Plane und Spriegeln abgedeckt werden. Um das Beladen zu erleichtern, kann die Heckklappe abgeklappt werden. Eine Seilwinde, die im Fahrzeugbug installiert ist, kann ebenfalls zum Be- und Entladen genutzt werden. Sie wird vom Fahrmotor angetrieben. Zwei über ein Verteilergetriebe angetriebene Lenzpumpen mit einer Förderleistung von 400 l/min stellen die Schwimmfähigkeit des Fahrzeuges bei Beschädigungen sicher.
Angetrieben wird das Fahrzeug von einem wassergekühlten Sechszylinder-Zweitakt-Dieselmotor vom Typ JaAS-206 (ЯАЗ-206) aus dem Jaroslawski Motorny Sawod. Dieser Motor wurde in verschiedenen sowjetischen Kraftfahrzeugen eingesetzt. Bei einem Hubraum von 6981 cm³ leistet er in der im K-61 verbauten Ausführung 180 PS bei 2000 min−1. Über eine Einscheiben-Trockenkupplung wird das Wechselgetriebe mit fünf Vorwärtsgängen angetrieben.
Das Fahrwerk hat auf jeder Seite sieben drehstabgefederte Laufrollen. Die Kette wird oben durch eine Stützleiste geführt. Das Antriebsrad befindet sich vorn, das Leitrad, welches auch zum Spannen der Kette benutzt wird, hinten. Im Wasser wird der K-61 durch zwei Wasserstrahltriebwerke. Gesteuert wird das Fahrzeug im Wasser durch zwei Ruder, die im Strahl der Propeller liegen, und durch die Änderung der Drehrichtung der Propeller.
Die Konstruktion ermöglicht hohe Fahrleistungen und eine gute Manövrierfähigkeit sowohl auf Straßen als auch im schweren Gelände und auf dem Wasser. Die Höchstgeschwindigkeit auf Straßen liegt bei 36 km/h, im Gelände bei 25 km/h und auf dem Wasser bei 4,4 km/h. Der Einsatz im Wasser ist bis zu einer Strömungsgeschwindigkeit von 2,5 m/s zulässig. An Land liegt die maximale Nutzlast bei 3000 kg, auf dem Wasser bei 5000 kg. Hindernisse bis zu einer Höhe von 650 mm können überschritten werden, die Steigfähigkeit liegt bei 46,5 %. Der K-61 kann ein Geschütz mit Bedienung, einen leichten Lkw oder bis zu 40 Soldaten transportieren.

## Einsatz
In der Sowjetarmee wurde der K-61 in den Übersetz-Kompanien (переправочная-десантная рота) der Pionierbataillone (инженерно-саперный батальон) eingesetzt. Je Division war eine derartige Kompanie mit neun Fahrzeugen vorhanden. In jeder Armee gab es zusätzlich ein selbständiges Übersetzbataillon (отдельный переправочно-десантный батальон), das über zwei Übersetzkompanien mit 36 Fahrzeugen verfügte. In nach sowjetischem Vorbild strukturierten Streitkräften waren die mit K-61 ausgerüsteten Übersetzkräfte ähnlich aufgebaut. Abgelöst wurde der K-61 in der Sowjetarmee ab 1973 durch den PTS-2, der die doppelte Nutzlast tragen kann.
In der Nationalen Volksarmee (NVA) wurde der K-61 ab 1964 eingesetzt. Es sollen insgesamt 85 Fahrzeuge beschafft worden sein. In der NVA wurde der K-61 auch als Großer Schwimmwagen K-61, Vollkettenschwimmfahrzeug K-61 und als Schwimmketten-Transportfahrzeug K-61 bezeichnet. Die Ausmusterung erfolgte 1973, zwei Fahrzeuge wurden dem ehemaligen Volkseigenen Gut Zingst übereignet und die Fahrer bei den Pionieren der NVA ausgebildet. Mit der Hilfe der K 61 konnten die Rinderzuchtinseln vor dem Zingst den Viehtransport effektiv übernehmen.